# 伊予弁
伊予弁（いよべん）は、愛媛県で話されている日本語の方言である。狭義には松山平野を中心（中予地方）に分布する方言をさす。四国方言の一つ。

## 概要
愛媛県内の方言は、様々な区分が提案されている。下記はその一例である。東予方言は新居浜市付近より東側、中予方言は松山市を中心とした地域の方言である。
- 東予方言：讃岐式アクセント（京阪式アクセントの亜種）
- 中予方言：京阪式アクセント
- 南予方言
  - 大洲方言：一型アクセント
  - 宇和島方言：東京式アクセント
- 瀬戸内海島嶼部方言

アクセントは、全国的に見てもかなり複雑な分布を示している。東予方言は香川県の方言に近く、このアクセントは京都や大阪の京阪アクセントと異なった方向に変化を遂げたものと考えられている。また、宇和島方言は高知県西南部の方言に近く内輪東京式アクセントを使う（中輪東京式とみる学者もいる）。周辺方言のうち、徳島県と高知県の京阪式アクセントは若干古風な江戸時代中期〜後期の近畿地方で行われていたものに近い京阪式アクセントである。このため、中予方言は地理的に近い方言と比べると、むしろ現代の大阪や京都に比較的近いアクセントが使用される。越智諸島について備後弁（内輪東京式アクセント）との境界は今治市伯方島であり伯方島は南部にやや京阪式要素を持つ状況とされる。また大三島東部から今治市岡村島にかけては安芸灘諸島に繋がる広島弁（中輪東京式アクセント)とされている。

## 会話表現の例
- 「よもだ」= いい加減 ダラダラしている様、無責任。
「ほやけん、～」→「だから、～」「せやけん」 - 「～やけん（きん）」など変形として使用される。
- 「ほーなん」→「そうなの」
- せつかんしい　=あつかましい
- 「～んよ」「～なんよ」「～よ」→「～なのですよ」
- 「～ぞなもし」「～なもし」→「～ですよ、ねぇ」
「〜ぜ」は伊予
「〜ぜよ」は、土佐弁
- 「動詞未然形＋れん/られん」→禁止の意。
「食べられん」は「食べてはいけない」「食べてはダメ」を意味する。これは土佐弁や阿波弁でも同様である。
- 「（家に）おる」→「（家に）いる」
会話で「おる？」と問うと「おるよ」、「おろ」、「おろわい」等と回答される。丁寧な表現は「おいでる」→「いらっしゃる」、「おいでますか」→「いらっしゃいますか」。

•「〜まい」付加疑問
「〜せんといくまい」「いかまい」
- 「いんでこーわい」「かえってこーわい」　→「帰宅させていただきます」「かえります」
他地域からの来訪者にとっては、誤解しかねない表現の一つ。他地域的なニュアンスで捉えると「いぬ（帰るの古表現）」+「来る」「帰る」+「来る」であるため、「帰ってからもう一度出直してくる」と捉えがちだが、ほとんどの場合、帰宅した人物がその日戻ってくることはない。何故なら、「いんでこーわい」「かえってこーわい」はすなわち、「会話をうち切って帰宅を知らせる」挨拶に他ならないからだ。言われた場合は帰宅の挨拶を交わしてその場を立ち去るのが正しい。
また、単に「いんで」（「いね」）とか「いんでもろて」と単体で使うと「帰れ」とか「追い帰せ」ということになる（「いんで」→「帰って」、「いんでもろて」→「かえってもらって（かえっていただいて）」）。「いんだ」と過去形にすると「帰った」となる。この場合の丁寧な表現は「お帰りた」もしくは「お帰りになった」

•「いのろわい」「〜ろ」の使い方は、伊予と土佐で使う。
- 「～をかく」→「～を引く」・「～を運ぶ」「担ぐ」
- 「つかーさい」→「ください」
東予方言では「つかーさい」であるが、南予方言では「やんなはい」となる。「～つか」名詞のあとに「つか」をつなげて、「～ちょうだい」の意味で使う。広島でも使う。
- 「つむ」→「～を切る」 -「髪をつむ」、「爪をつむ」等
- 「だんだん」→「ありがとう」 - 旧表現
- 「がいに～」「がいな～」 →「ものすごく～、ものすごい～」
土佐弁において「がい(我意)な」は「強引な」「無理やりな」「力任せな」という意味である為注意が必要である。
- 「かぁ（蚊）」「きぃ（木）」「はぁ↑（歯）」「はぁ↓（刃）」等短音単語の語尾が長母音化。（ただし、南予ではあまり起こらない）
- 「いなげ」な→「おかしな、変わった、変な、風変わりな」
- 「失さした」→「無くした」　「失さす」→「無くす（紛失する）」

•「〜ねや」同意を得たい場合の付加疑問。四国でも使う。
- 「しまう」→「片づける」

例文「しもうとけ」
- 「まがる」→「触る（触れる）」「まがるなや」→「さわるなよ」
- 「まぞう」→「償う」、「弁償する」命令形は「まぞえ」となる。
- 「いろう」、「いらう」→「まがる」と類似。
- 「せられん」→「するな」、「しないでください」
- 「おしな」→「やってみたらどうですか」、「やってみなさい」
- 「ほうしこ」→「土筆（つくし）」
- 「とりのこ用紙」→「模造紙」
- 「もんた」→「帰った」　　　「今もんたで」「今帰ったよ」
- 「しよる」「なんしょん？」「何してるの？」
- 「おどれ！」、「おんどれ！」→「貴様！」、「てめえ！」　「おどれなんしょんぞ！」→「てめえは何やってんだよ！」
- 「こなぁ！」→「この野郎！」
- 「こなくそ！」→「ちくしょう！」
- 「なんぞ！」→「何だよ！」

•「たごる」→せきをする事。
•「やっはーい」→「やーい」や「ざまーみろ」という意味。
•「小便をひる」小便をする。

## 伊予弁に関連した人物・作品など
- 村上ショージ - 吉海町（現今治市）出身のピン芸人。
- 友近 - 松山市出身の芸人。
- 高橋久美子 (作家) - 元チャットモンチー、現四国中央市出身。
- 白濱亜嵐 - 松山市出身。
- 本田朋子 - 松山市出身、元フジテレビアナウンサー。2007年3月18日放送の『晴れたらイイねッ!Let'sコミミ隊』で少しだけ伊予弁を話していた。
- 坊っちゃん - 松山を舞台にした夏目漱石の青春小説。
- 漱石先生ぞな、もし - 夏目漱石をテーマにした半藤一利のエッセイ。
- 坂の上の雲 - 主に松山出身の軍人である秋山好古･真之兄弟と、俳人の正岡子規などの人たちが伊予弁を話す。
- 大番 - 獅子文六のヒット小説。宇和島近郊出身の設定である主人公の相場師が特徴的な伊予方言を使う。
- 陰陽座 - 日本のヘヴィメタルバンド。メンバーの出身地である南予地方の方言を取り入れた楽曲（「がいながてや」「おらびなはい」「舞いあがる」など）がある。
- がんばっていきまっしょい - 松山が舞台の映画及びドラマ。映画は1998年、磯村一路監督、田中麗奈主演。ドラマは2005年7月〜9月、関西テレビ放送で放送された。ともに伊予弁が用いられている。
- 死国 - 1999年公開の映画。舞台は高知県のため土佐弁がメインではあるが、愛媛県のフィルムコミッションの協力などからところどころで伊予弁が聞かれる。
- タルト - 愛媛県の郷土菓子でもあるタルトをモチーフにした愛媛生まれのキャラクター。伊予弁を話す。
- LUNKHEAD - 新居浜市出身のロックバンド。上京した後もMCなどで伊予弁を多用するほか、「帰り途」や「僕らは生きる」などの楽曲も伊予弁で歌われている。
- 47都道府犬 -  声優バラエティー SAY!YOU!SAY!ME!内で放映された短編アニメ。郷土の名産をモチーフにした犬たちが登場し、愛媛県は蜜柑がモチーフの愛媛犬として登場している。「～ぞなもし」や「飲んでつかーさい」など話す。声優は、愛媛県出身の水樹奈々が担当している。（水樹は新居浜市出身。）
- Another - 綾辻行人のミステリー小説を原作としたアニメ。主人公のクラスメイト・猿田昇が語尾に「～ぞな」と付けて話す。伊予弁が使われた理由は、脚本の檜垣亮とキャラクターデザインの石井百合子が愛媛県の出身であったため。
- ハイスクール・フリート - 晴風クラス航海科の勝田聡子が語尾に「～ぞな」と付けて話す。設定ではもう少しレベルの高い伊予弁も使えるそうだが抑えているとのこと。声は、福島県出身の彩月ちさとが担当している。
- 前田龍二 - 松山市出身、吉本興業所属のお笑いコンビシモリュウのメンバー。「なんでぞ！」「たのまい。」といった伊予弁を使ったギャグがある。
- SHO - 宇和島市出身、新日本プロレス所属のプロレスラー。ヒールターン後のコメントに、「～や。」、「～やん？」、「～やろ。」と言った宇和島弁を多用する。
- ヒコロヒー - 芸人。主にバラエティー番組でたまたま伊予弁、あるいは近畿方言を扱う。
- オーイシマサヨシ - 宇和島市出身のシンガーソングライター。トーク番組で時たま宇和島弁を多用する。